# 駐韓國外交機構列表

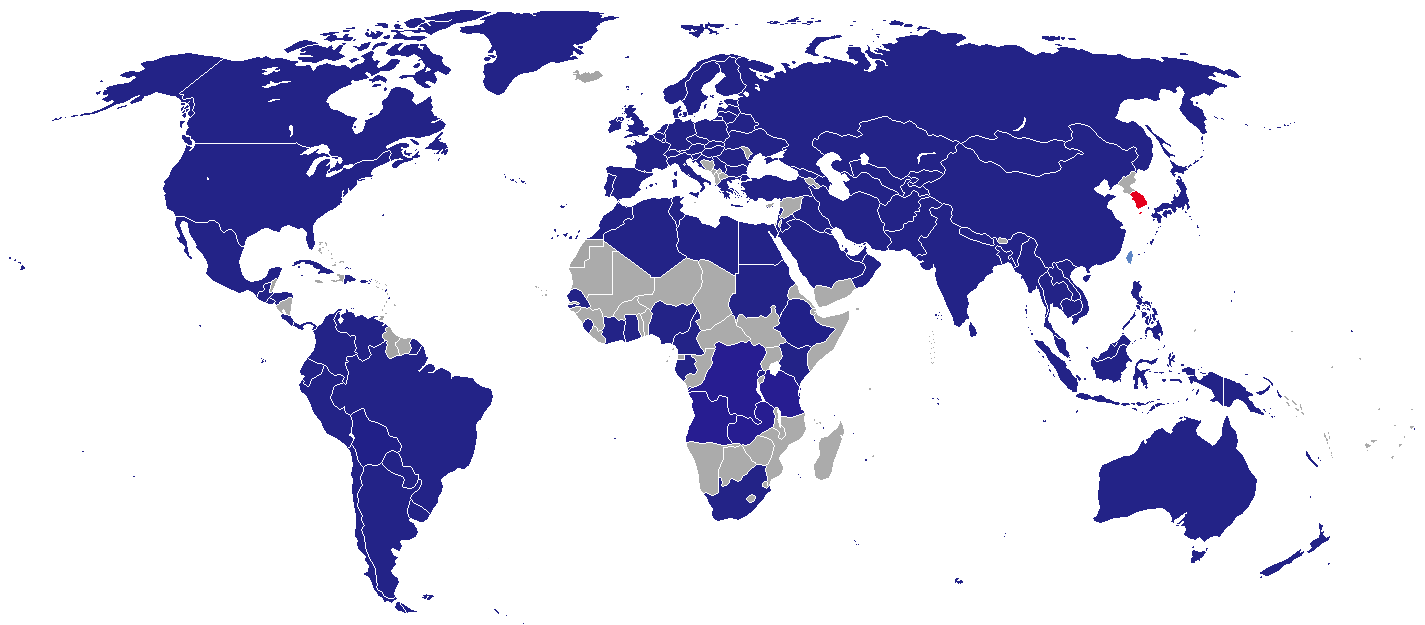
在韓國設有外交機構的國家

外國駐大韩民国機構列表為世界各國駐在大韩民国的大使館、總領事館列表。

## 大使馆
首尔
| - 阿富汗 - 阿尔及利亚（阿爾及利亞大使館） - 安哥拉 - 阿根廷 - 奥地利 - 巴林 - 比利时（比利時大使館） - 白俄羅斯 - 玻利维亚 - 巴西（巴西大使館） - 保加利亚 - 柬埔寨 - 喀麦隆 - 加拿大 - 智利 - 中國（中國大使館） - 哥伦比亚 - 古巴 - 捷克 - 丹麦 - 刚果民主共和国 - 东帝汶 - 埃及 - 薩爾瓦多 - 爱沙尼亚 - 芬兰 - 法國（法國大使館） - 加彭 - 德国（德國大使館） - 希腊 | - 匈牙利 - 印度 - 印度尼西亞（印尼大使館） - 伊朗 - 伊拉克 - 愛爾蘭 - 以色列（以色列大使館） - 義大利（義大利大使館） - 日本（日本大使館） - 约旦 - （哈薩克大使館） - 科威特 - 拉脫維亞 - 黎巴嫩 - 利比亞 - 立陶宛 - 盧森堡 - 马来西亚 - 马绍尔群岛 - 墨西哥 - 蒙古国（蒙古大使館） - 摩洛哥 - 緬甸 - 尼泊尔 - 荷蘭 - 新西兰 - 奈及利亞 - 挪威 - 阿曼 - 巴基斯坦 - 巴拿马（巴拿馬大使館） - 巴拉圭 | - 秘魯 - 菲律賓 - 波蘭（波蘭大使館） - 葡萄牙 - 羅馬尼亞 - 俄羅斯（俄羅斯大使館） - 卢旺达 - 沙烏地阿拉伯（沙烏地阿拉伯大使館） - 塞内加尔 - 塞爾維亞 - 新加坡 - 斯洛伐克（斯洛伐克大使馆） - 斯洛維尼亞 - 南非 - 西班牙（西班牙大使館） - 斯里蘭卡 - 苏丹 - 瑞典（瑞典大使館） - 瑞士（瑞士大使館） - 坦桑尼亚 - 泰國（泰國大使館） - 突尼西亞 - 土耳其（土耳其大使館） - 乌克兰（烏克蘭大使館） - 阿联酋 - 英国（英國大使館） - 美国（美國大使館） - 乌拉圭 - 梵蒂冈（教廷大使館） - 委內瑞拉 - 越南（越南大使館） - 尚比亞 |

## 即将开设的大使馆
- 乌干达[5]

## 代表處
首尔
- 欧盟 (駐韓國歐盟代表部)
- 中華民國（臺灣）（駐韓國台北代表部）
- 香港（香港經濟貿易辦事處首爾辦公室）
- 加拿大魁北克（魁北克省政府駐韓國辦事處）

## 总领事馆／领事馆
釜山
- 中國（中国驻釜山总领事馆）
- 日本（日本駐釜山總領事館）
- （哈萨克斯坦驻釜山总领事馆（朝鲜语：주부산 카자흐스탄 총영사관））
- 俄羅斯（俄羅斯駐釜山總領事館（朝鲜语：주부산 러시아 총영사관））
- 中華民國（臺灣）（駐韓國臺北代表部釜山辦事處）
- 美国（美國駐釜山領事館（朝鲜语：주부산 미국 영사관））
- 蒙古国（蒙古駐釜山領事館（朝鲜语：주부산 몽골 영사관））
- 越南[6]

光州
- 中國（中国驻光州总领事馆）

济州
- 中國（中国驻济州总领事馆）
- 日本（日本駐濟州總領事館）

## 非常任大使馆
位于东京:
- 亞美尼亞
- 布吉納法索
- 刚果共和国
- 衣索比亞[7]
- 斐济
- 几内亚[8]
- 海地
- 冰島
- 牙买加
- 科索沃
- 賴索托
- 利比里亚
- 马达加斯加
- 马拉维
- 馬爾地夫
- 毛里塔尼亚
- 摩尔多瓦
- 莫桑比克
- 纳米比亚
- 叙利亚
- 多哥
- 乌干达
- 葉門
- 辛巴威

位于北京:
- 阿尔巴尼亚
- 巴哈马
- 中非
- 賽普勒斯
- 赤道几内亚
- 模里西斯
- 蒙特內哥羅
- 萨摩亚
- 聖多美和普林西比
- 塞舌尔
- 南蘇丹
- 千里達及托巴哥

位于华盛顿哥伦比亚特区:
- 尼日尔

非常任大使馆位于其他城市:
- 不丹 (达卡)
- (吉隆坡)
- 基里巴斯 (苏瓦)
- 馬爾他 (瓦萊塔)
- 尼加拉瓜 (纽约)
- 圣基茨和尼维斯 (巴斯特尔)
- (苏瓦)

## 已結束的使館服務
- 斐济
- 海地
- 高棉共和國（高棉共和國大使館）
- 尼加拉瓜（尼加拉瓜大使館（朝鲜语：주한 니카라과 대사관））[9]
- 越南共和国（越南共和國大使館）
- 中華民國（中華民國大使館）
- 葉門

## 外部連結
- Korean Ministry of Foreign Affairs （页面存档备份，存于）